# Stadion Běloves
Stadion Běloves – stadion piłkarski w Náchodzie (w części miasta Běloves), w Czechach. Obiekt może pomieścić 3500 widzów. Swoje spotkania rozgrywają na nim piłkarze klubu FK Náchod.